# Mongolia en los Juegos Olímpicos de Pekín 2022
Mongolia estuvo representada en los Juegos Olímpicos de Pekín 2022 por dos deportistas, un hombre y una mujer, que compitieron en esquí de fondo.
Los portadores de la bandera en la ceremonia de apertura fueron los esquiadores de fondo Batmönjiin Achbadraj y Ariunsanaaguiin Enjtuul. El equipo olímpico mongol no obtuvo ninguna medalla en estos Juegos.